# Berta von Bingen

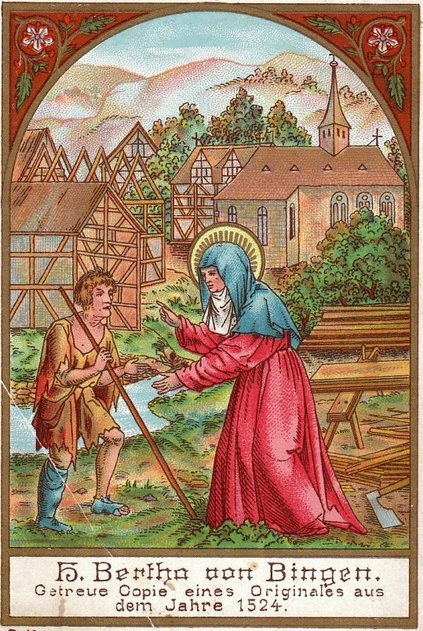
St. Berta, Litho um 1860, nach Darstellung von 1524

Die heilige Berta von Bingen, oft auch Bertha von Bingen (* 7. Jahrhundert; † 8. Jahrhundert) ist eine Heilige der katholischen Kirche und die Mutter des Heiligen Rupert von Bingen. Ihr Gedenktag ist der 28. November.

## Vita und Verehrung
Die Verehrung der Hl. Berta blieb auf eine Region beschränkt. Nur die Hl. Hildegard von Bingen (1098–1179) berichtet in ihrer Vita Sancti Ruperti etwas über Berta und ihren Sohn Rupert.
Demnach wurde Berta als christliche Fürstentochter im 7. Jahrhundert geboren und stammte aus Lothringen, wo ihr Vater ein „grosser Fürst“ war, ihre Mutter jedoch „aus fernen Landen“ hingekommen sei.
Als sie „ihre mannbar Jahr“ erreicht hatte, heiratete sie den heidnischen Fürsten Robolaus und lebte mit ihm in seinem Schloss auf dem nicht näher lokalisierten Berg „Lubun“ bei Bingen. Mit ihrem Gemahl, dessen Besitz sich fast bis zur Stadt Mainz erstreckt haben soll, führte sie zunächst eine gute Ehe, dann aber habe er sich „an andere Weiber gehängt“ und die eheliche Treue gebrochen, worunter Berta sehr litt. Robolaus kam in einem Gefecht gegen Christen ums Leben, und Berta verlegte mit ihrem dreijährigen Sohn Rupert den Wohnsitz ans linke Ufer der Nahe, unweit deren Rheinmündung, auf den heutigen Rupertsberg. Ihren Sohn Rupert erzog sie unter Mithilfe des ebenfalls als Heiligen verehrten Priesters Wigbert in großer Frömmigkeit. Sie selbst blieb für den Rest des Lebens im Witwenstand, baute auf dem Rupertsberg eine Kirche und widmete sich dem Gebet und Werken der Nächstenliebe. Diesbezüglich berichtet St. Hildegard: „Da baute sie eine Kirch, warf die köstlichen Kleider von sich, achtete nicht mehr auf den Reichtum und auf den Adel ihres Geschlechtes, sondern kleidete sich in grobes Tuch und Gewand, umgürtete sich mit einem Gürtel und diente allda Gott, in einem reinen und keuschen Witwenstand. Sie sammelte auch andere fromme Leute zu sich und kasteite ihren Leib mit vielem Fasten und Wachen. Mit Almosengeben und Gebet gab sie ihrem Sohn Rupert ein gutes Exempel und stärkte ihn im Guten, denn sie trug Sorge, dass er nicht von der Freundschaft zu der Welt Eitelkeit möge gezogen werden.“
Mit fünfzehn Jahren pilgerte Rupert nach Rom und ließ nach seiner Rückkehr auf seinen Ländereien Kirchen und Wohnhäuser für Bedürftige bauen. Er starb im 20. Lebensjahr (um 732), an einer Fieberkrankheit und stand damals schon im Ruf der Heiligkeit. Berta überlebte ihn um 25 Jahre. Beide wurden auf dem Rupertsberg, in dem Kirchlein bestattet, das sie dort hatten errichten lassen. Der Ort wurde zur lokalen Wallfahrtsstätte. In der Vita Sancti Ruperti heißt es darüber: „Die selige Witwe Bertha aber führte nach dem seligen Abschied ihres Sohnes ein heiliges, bußfertiges Leben und alles was sie hatte gab sie zu Gottes Dienst an dem Grab ihres Sohnes und überreichte den Brüdern, die daselbst den Gottesdienst verrichteten, alle notwendigen Dinge und Nahrung, denn nach dem Tod ihres Sohnes hat sie in Fasten, Almosengeben und Gebet, 25 Jahr, die sie noch gelebt hat, um der Liebe Gottes Willen Gutes getan und grosse Arbeit ausgestanden. Danach ward sie krank und gab Gott, dem sie allezeit angehangen, ihre Seel auf und wurde in das Grab ihres Sohnes begraben.“
Die Grabeskirche des Hl. Rupert und seiner Mutter stand noch zur Zeit der Hl. Hildegard. Sie gründete dort um 1151 ein Kloster. Weinberge, die die wirtschaftliche Grundlage darstellen sollten, habe sie von Hermann, Bischof zu Hildesheim gekauft. 1632 wurde das Kloster zerstört, und die Reliquien beider Heiligen kamen nach Eibingen.
Das Haupt der Berta wird derzeit in der Pfarrkirche „Sankt Hildegard und St. Johannes der Täufer“ in Eibingen bei Rüdesheim am Rhein in einem gläsernen Reliquienschrank im südlichen Teil des Kirchenschiffs aufbewahrt. Es gehört zu dem von Hildegard von Bingen zusammengetragenen „Eibinger Reliquienschatz“. Der Rest der Gebeine Bertas kehrte 1814 auf Betreiben von Bischof Joseph Ludwig Colmar nach Bingen zurück und ruht bis heute in der Kapelle auf dem Rochusberg. Die Verehrung der Hl. Berta, die jedoch immer im Schatten ihres bekannteren Sohnes stand, gehörte bis in die Mitte des 20. Jahrhunderts zum regionalen Brauchtum.